# Гімнастика на літніх Олімпійських іграх 1928
Змагання з гімнастики на літніх Олімпійських іграх 1928 в Амстердамі відбулися на Олімпійському стадіоні. Розіграно 8 комплектів нагород у спортивній гімнастиці (7 серед чоловіків і 1 серед жінок). З програми прибрали лазіння по канату і коня, що стоїть поперек. В гімнастичній програмі на Олімпійських іграх жінки змагалися вперше.

## Чоловіки
| Дисципліни         | Золото | Срібло | Бронза |
| ------------------ | --- | --- | --- |
| Абсолютна першість | Жорж Міз · Швейцарія | Германн Генґґі · Швейцарія | Леон Штукель · Югославія |
| Командна першість  | Швейцарія (SUI) Ганс Ґрідер Ауґуст Ґюттінґер Германн Генґґі Ежен Мак Жорж Міз Отто Пфістер Едуард Штайнеманн Мельхіор Вецель | Чехословаччина (TCH) Йозеф Еффенбергер Ян Гайдош Ян Кутни Емануель Леффлер Бедріх Шупчик Ладіслав Тікал Ладислав Ваха Вацлав Весели | Югославія (YUG) Едвард Антосієвич Драгутин Ціоті Стан Дерганц Борис Грегорка Антон Малей Іван Порента Йосип Приможиць Леон Штукель |
| Перекладина        | Жорж Міз · Швейцарія | Ромео Нері · Італія | Ежен Мак · Швейцарія |
| Паралельні бруси   | Ладислав Ваха · Чехословаччина                                                                                               | Йосип Приможиць · Югославія | Германн Генґґі · Швейцарія |
| Кінь               | Германн Генґґі · Швейцарія                                                                                                   | Жорж Міз · Швейцарія | Гейккі Саволайнен · Фінляндія |
| Кільця             | Леон Штукель · Югославія | Ладислав Ваха · Чехословаччина | Емануель Леффлер · Чехословаччина                                                                                                  |
| Опорний стрибок    | Ежен Мак · Швейцарія | Емануель Леффлер · Чехословаччина                                                                                                   | Стан Дерганц · Югославія |

## Жінки
Офіційний олімпійський звіт за 1928 рік містив докладний опис результатів виступів чоловіків. Натомість для жінок були тільки результати команди: загальні й в окремих вправах, без жодної інформації щодо виступів окремих спортсменок.
| Дисципліна        | Золото | Срібло | Бронза |
| ----------------- | --- | --- | --- |
| Командна першість | Нідерланди (NED) Естелла Аґстеріббе Якоміна ван дер Берґ Аліда ван ден Бос Петронелла Бюрґергоф Елка де Леві Гелена Нордгайм Анс Поляк Петронелла ван Рандвейк Гендріка ван Рюмт Юд Сімонс Якоба Стелма Анна ван дер Веґт | Італія (ITA) Б'янка Амброзетті Лавінья Джаноні Луїджина Джавотті Вірджинія Джорджі Джермана Малабарба Карла Марангоні Луїджина Перверсі Діана Піссавіні Луїза Танціні Кароліна Тронконі Інес Верчезі Ріта Віттадіні | Велика Британія (GBR) Енні Броадбент Люсі Десмонд Марґарет Гартлі Емі Джаґґер Ісобел Джудд Джессі Кайт Марджорі Мормен Едіт Піклз Етел Сеймур Ада Сміт Гілда Сміт Доріс Вудс |

## Країни-учасниці
- Чехословаччина (8)
- Фінляндія (8)
- Франція (20)
- Велика Британія (20)
- Угорщина (20)
- Італія (20)
- Люксембург (8)
- Нідерланди (20)
- Швейцарія (8)
- США (8)
- Югославія (8)

## Таблиця медалей
| Місце               | Країна                | Золото | Срібло | Бронза | Загалом |
| ------------------- | --------------------- | ------ | ------ | ------ | ------- |
| 1                   | Швейцарія (SUI)       | 5      | 2      | 2      | 9       |
| 2                   | Чехословаччина (TCH)  | 1      | 3      | 1      | 5       |
| 3                   | Югославія (YUG)       | 1      | 1      | 3      | 5       |
| 4                   | Нідерланди (NED)      | 1      | 0      | 0      | 1       |
| 5                   | Італія (ITA)          | 0      | 2      | 0      | 2       |
| 6                   | Велика Британія (GBR) | 0      | 0      | 1      | 1       |
| 6                   | Фінляндія (FIN)       | 0      | 0      | 1      | 1       |
| Загалом (7 збірних) | Загалом (7 збірних)   | 8      | 8      | 8      | 24      |